# 威根 (英國國會選區)

選區在大曼徹斯特郡的位置

威根（英語：Wigan），英國國會一郡選區，位於大曼徹斯特郡威根都市自治市的北部。
設於1295年，1545至1885年間為應選兩席的自治市選區。本區議席自1918年起一直為工黨人士所佔據。2010年大選中麗莎·南迪以48.5%選票勝出該區首次當選，繼承了尼爾·特納退休留下的議席。